# Карачун Віктор Іванович
Віктор Іванович Карачун (нар. 3 червня 1966, с. Липняжка, Кіровоградщина) — український бізнесмен, співвласник одного з найбільших українських ритейлерів — АТБ-Маркет.

## Життєпис

### Освіта
Має вищу освіту, закінчив Самаркандський кооперативний інститут.

### Бізнес
Після закінчення вишу перший час працював у Таджикистані, невдовзі — переїхав до Дніпропетровська.
У 1993 році Євген Єрмаков, спільно з Сергієм Тарасюком і Ярославом Корчевським, заснував компанію «АТБ». У 2000 році склад засновників компанії змінився. Співвласником корпорації замість Тарасюка став Віктор Карачун, а місце Корчевського зайняв Геннадій Буткевич.
У 2015 році Forbes оцінив статки Віктора Карачуна в $155 млн. Мав 32 місце рейтингу «Найзаможніші люди України 2015» та 21 місце рейтингу «Найзаможніші люди України 2016».

## Сімейний стан
Одружений з Іриною Карачун. У подружжя двоє дітей.